# Jan Chryzostom Pasek
Jan Chryzostom Pasek (Węgrzynowice, Mazóvia, 1636 körül – Niedzieliszki, Kis-Lengyelország, 1701. augusztus 1.) lengyel emlékíró.

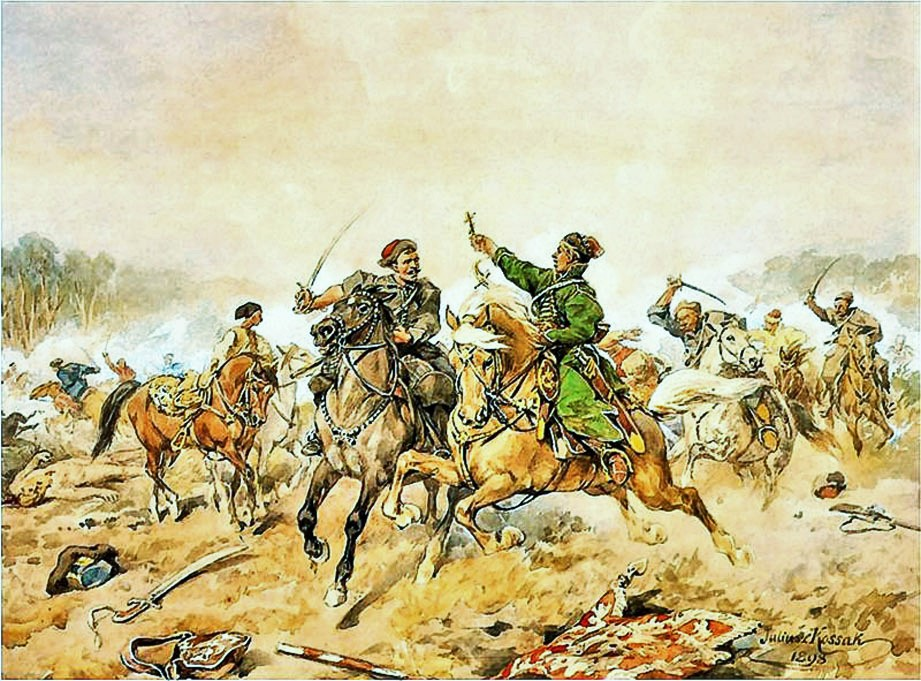
Pasek az 1660-as lachowiczei csatában – a bal oldalt látható Pasek megkímélte a jobb oldali orosz lovas életét, de elvette húsz dukátot érő kézikeresztjét (Juliusz Kossak festménye)

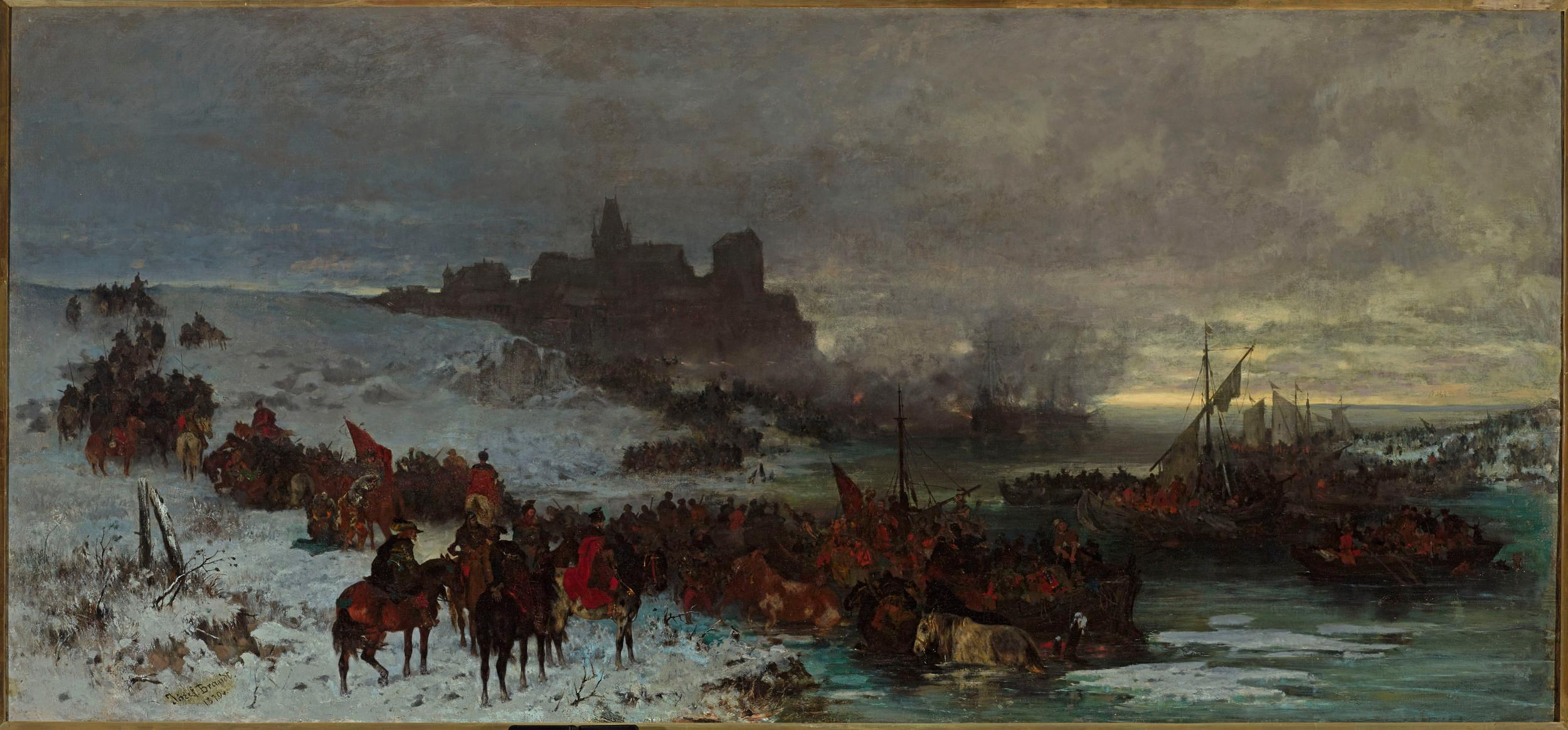
Az 1658-as koldingi csata, amelyben Pasek részt vett és amelyről erősen torzító beszámolót írt (Józef Brandt festménye)

## Élete
Kisnemesi családban született, a rawai jezsuita kollégiumba járt. Emlékirata első ötven oldala elveszett, de valószínűleg már ezeken is Stefan Czarniecki oldalán szerzett háborús élményeiről számolt be. 1658–59-ben a hetman lovasságában, Dániában harcolt a svédek ellen. Dán szállásadója lányának házassági ajánlatot tett, de csapatával még az eljegyzés előtt visszatért Lengyelországba.
1660-ban a belorusz területeken harcolt az oroszok ellen. 1661-ben nem volt hajlandó letenni az esküt a katonai konföderációra, de Ivan Mazepa hetman feljelentette II. János Kázmér királynál mint a vele ellenséges konföderáció hírvivőjét. Az év utolsó napjait a király börtönében töltötte, de – állítólag szónoklatával – meggyőzte a királyt a vád alaptalanságáról, sőt 1662 elején a király megbízta, hogy két moszkvai követet Vjazmából a megbízhatatlan litvániai területeken át kísérjen el a varsói szejmbe. Útban a határ felé, Zodzsiszki előtt fegyveres összetűzésbe keveredett paraszti népfölkelők egy csoportjával, visszafelé, Navahrudakban pedig egy litván ezreddel. Később az év folyamán Vilnában egy épülőfélben lévő házban szállt meg és harcba bocsátkozott a ház tulajdonosának embereivel.
1667 elejétől részt vett a kis-lengyelországi politikai életben. Ugyanekkor feleségül vett egy 46 éves özvegyasszonyt. Falvakat bérelt, a gabonát ősz elején maga szállította tutajokon Gdańskba eladni és részt vett a Szejmben. Valószínűleg elbeszélések nyomán leírta III. Sobieski János 1683-as bécsi és magyarországi hadjáratát és saját tapasztalata alapján a gdański lutheránus német polgárok Thököly iránti rajongását. Idősebb korában vadászott, állatokat idomított és egy nagy madárröpdét rendezett be, különböző fajta madarakkal. Egyik híressé vált idomított vidráját Sobieski János többszöri kérésére odaajándékozta neki, de az már a második napon kiszabadult nyakörvéből, elmenekült a kastélyból és egy katona megölte. A róla fennmaradt levéltári források alapján Pasek folytonosan pereskedő, pénzsóvár, durva modorú ember lehetett.
Pasek a 17. századi lengyel memoárirodalom leghíresebb képviselője. (A századból 158 lengyel memoár maradt fenn.) Művét valószínűleg 1691-ben írta. Láthatóan nem használt hozzá korábbi naplókat vagy följegyzéseket, ugyanis nagyon sok pontatlanságot közöl főként a hadjáratokra vonatkozóan, amelyekben ifjúként részt vett. Torzításainak egy része azonban tudatos; mindenütt igyekszik kiemelni saját maga és általában a lengyel lovasság hadi erényeit. Ugyanakkor mindig beszámol a hadizsákmányról is, amelyhez hozzájutott. Szembeszökőek nyilván a jezsuitáknál szerzett retorikai készségei, és bár közvetlen fikciós prózai mintája aligha volt, láthatóan a barokk stíluseszmény hatása alatt áll. Gyakran kölcsönöz fordulatokat a latinból. Anekdotaszerű történeteit a többszöri szóbeli elmondás formálhatta. A torzításokkal együtt élvezetes és forrásként is gyakran idézett bepillantást kínál a 17. századi lengyel nemesség mentalitásába.
Művét 1836-ban adták ki egy Szentpéterváron talált kéziratból, amely három kéz munkája. A közvélemény egy része sokáig misztifikációra gyanakodott, de 1841-ben, amikor előkerült egy Pasek vidrájára vonatkozó korabeli följegyzés, elcsendesült a vita. Népszerűségét fokozta a nemesi köztársaság kora iránti nosztalgia és a romantikus ízlésnek megfelelő, konvencióktól mentes, szabad narratíva. Słowacki több művét is Pasek közvetlen hatása alatt írta, Sienkiewicz az ő nyelvéből merített történeti trilógiája párbeszédeiben, Gombrowicz pedig paródia és pastiche határán játszik a paseki nyelvvel a Transz-Atlantik-ban. 1838-ban megjelent németül, 1938-ban korhű francia, 1976-ban angol fordításban. Kritikai kiadása 1929-ből való.

## Magyarul megjelent művei
- Emlékiratok; ford. Szenyán Erzsébet, jegyz., utószó Kovács István; Széphalom Könyvműhely, Bp., 1998
- Emlékiratok; ford. Szenyán Erzsébet, jegyz., utószó Kovács István írta; 2. jav. kiad.; Attraktor, Máriabesnyő-Gödöllő, 2005 (Élet-utak)